# Dávid Ónodi
Dávid Ónodi (né le 16 août 1992) est un athlète hongrois, spécialiste du sprint.
Il remporte le relais 4 x 100 m en seconde ligue des Championnats d'Europe par équipes en 2015.